# 蝴蝶盃 (1965年電影)
《蝴蝶盃》，為1965年香港邵氏公司出品，張徹執導之電影。

## 劇情簡介
江夏縣令之子田玉川（金峰飾）春遊龜山，路見湖廣總督之子盧世寬（陳英傑飾）與眾家丁恃強淩弱，打死漁翁胡彥（田豐飾），玉川打抱不平上前勸止，不慎誤殺世寬，湖廣總督盧林得聞後勃然大怒，立派將領捉拿玉川。玉川見已惹禍隻身出走，途中為兵官追捕，幸舟中得胡彥之女鳳蓮（丁紅飾）搭救。兩人患難同舟，由感恩以至愛慕，玉川將家傳之蝴蝶盃贈與胡鳳蓮，共訂鴛好。 
鳳蓮持盃晉謁玉川之父江夏縣令田雲山（李影飾），告以玉川情況，並同雲山為玉川喊冤力辯，恰逢山賊作亂盧林出征，一案得暫時押後審理。盧林率兵討伐山賊，探山時為山賊所困，巧逢玉川拔刀相助，兩人改以父子相稱。玉川投入總督討賊營屢建奇功，凱旋歸後回衙探雙親，雲山綁子投案，盧林始知殺子兇手即乃救命恩人，而鳳蓮亦在眾人勸說下不計前嫌，田盧兩家自此遂結為親家。

## 人物角色
| 角色名稱 | 演員   | 備註     |
| -------- | ------ | -------- |
| 胡鳳蓮   | 丁紅   | 胡彥女   |
| 田玉川   | 金峰   | 田雲山子 |
| 田雲山   | 李影   | 江夏縣令 |
| 田夫人   | 陳燕燕 | 田玉川母 |
| 盧林     | 井淼   | 湖廣總督 |
| 盧夫人   | 高寶樹 | 盧林妻   |
| 徐錫公   | 顧文宗 | 撫院     |
| 郝子良   | 王沖   | 按察司   |
| 董威     | 李英   | 布政司   |
| 姚大廉   | 雷鳴   | 武昌道台 |
| 胡彥     | 田豐   | 胡鳳蓮父 |
| 唐將軍   | 趙明   |          |
| 石將軍   | 羅烈   |          |
| 盧世寬   | 陳英傑 | 盧林子   |
|          | 李昆   | 盧家家丁 |
|          | 午馬   | 田家家丁 |
|          | 雷達   | 鄉民     |
|          | 張佩山 | 山賊     |
|          | 李皓   | 山賊     |
|          | 趙雄   | 山賊     |
|          | 唐佳   | 山賊     |
|          | 爾群   | 文官     |
|          | 梁銳   | 武將     |
|          | 周小來 |          |
|          | 董財寶 |          |

## 其他製作人員
- 副導演：徐增宏
- 助導：王沖
- 化妝：方圓
- 錄音：王永華
- 佈景：陳其銳
- 作曲：王福齡
- 作詞：張徹

## 外部連結
- 香港影庫上《蝴蝶盃》的資料（繁體中文）
- 豆瓣电影上《蝴蝶盃》的資料 （简体中文）
- 时光网上《蝴蝶盃》的資料（简体中文）
- 互联网电影数据库（IMDb）上《蝴蝶盃》的资料（英文）